# Bălgarskoto Nacionalno Radio
La Radiodiffusione Nazionale Bulgara (in bulgaro Българско национално радио?, Bălgarskoto nacionalno radio; BNR) è l'azienda che gestisce la radiodiffusione pubblica in Bulgaria.
Le prime trasmissioni radiofoniche in Bulgaria risalgono al 1929, quando un gruppo di ingegneri, guidato da Georgi Valkov, ha fondato la Rodno Radio a Sofia.
Il 25 gennaio 1935 lo zar Boris III ha firmato un decreto per la nazionalizzazione della RR, e negli anni successivi l'emittente ha iniziato a trasmettere nazionalmente e internazionalmente.
Dal 1º gennaio 1993 BNR fa parte dell'unione europea di radiodiffusione, insieme all'emittente televisiva BNT.

## Canali radiofonici
BNR gestisce 2 canali nazionali e 9 regionali:

### Nazionali
- Horizon
- Hristo Botev

### Regionali
- Radio Blagoevgrad
- Radio Burgas
- Radio Kărdžali
- Radio Plovdiv
- Radio Sofija
- Radio Stara Zagora
- Radio Šumen
- Radio Varna
- Radio Vidin